# نعیم سعد
نعیم سعد (عربی:نعیم سعد مبارک فرج) (انگلیسی: Naeem Saad)؛ زادهٔ ۱ اکتبر ۱۹۵۷ بازیکن سابق فوتبال اهل کویت است.
وی عضو تیم ملی فوتبال کویت در جام جهانی فوتبال ۱۹۸۲ بوده است.